# Kyrkan vid Brommaplan
Kyrkan vid Brommaplan är kyrkobyggnaden för Bromma baptistförsamling. Kyrkan ligger vid Drottningholmsvägen 400, vid Brommaplansrondellen, i Bromma i Västerort inom Stockholms kommun. Församlingen bildades år 1949 och tillhör sedan 2011 Equmeniakyrkan, tidigare Svenska Baptistsamfundet.

## Kyrkobyggnaden
Kyrkobyggnaden blev klar 1957. Den ritades av Örjan Lüning. Karakteristiskt för arkitekturen är triangelformen som på olika sätt symboliserar Gud som Fadern, Sonen och Anden. Fonden domineras av en stiliserad bild av den gode herden. Den symboliserar Jesus Kristus som söker upp människor och ger dem livets bröd. Kyrkfönstret till höger i fonden har ord från Jesu saligprisningar inskrivna. Fondbilden och kyrkfönstret är båda skapade av arkitektens mor Julia Lüning. Orgeln är byggd av Grönlund och söner i Gammelstad. Sidoväggen till vänster färgsattes 2003 av Birgitta Kärnbo.